# والنات کورنر، شهرستان فیلیپس، آرکانزاس
والنات کورنر (به انگلیسی: Walnut Corner) یک منطقهٔ مسکونی در ایالات متحده آمریکا است که در شهرستان فیلیپس، آرکانزاس واقع شده‌است. والنات کورنر ۶۴٫۰۱ متر بالاتر از سطح دریا واقع شده‌است.